# Ignitis Group
Ignitis Group ist ein staatlich kontrollierter Energieversorger in  Litauen, eine Unternehmensgruppe (Ignitis grupės paslaugų centras, Ignitis gamyba in Elektrėnai, Ignitis renewables, Ignitis renewables projektai, Ignitis renewables projektai 2, Ignitis renewables projektai 3, Ignitis renewables projektai 4, Ignitis renewables projektai 5, Ignitis renewables projektai 6).
Das Unternehmen hält das Monopol auf den Stromhandel und hat den staatlichen Auftrag, eine stabile Elektrizitätsversorgung in Litauen zu gewährleisten. Lietuvos energija kauft und verkauft die elektrische Energie von den / an die inländischen und ausländischen Erzeuger und sorgt über das von ihm kontrollierte Hochspannungsnetz (110 kV / 330 kV) für die Verteilung des Stroms.
Das Unternehmen ist an der Börse Vilnius notiert. Vorstandsvorsitzender ist seit 23. Juni 2009 Aloyzas Koryzna in der Nachfolge von Darius Masionis (seit 8. Juli 2008) und zuvor Rymantas Juozaitis, der seit der Umstrukturierung zum Jahresbeginn 2002 die Geschicke von Lietuvos energija geleitet hatte und mit der Gründung von Leo LT dort zum Vorstandsvorsitzenden berufen worden war.

## Geschichte

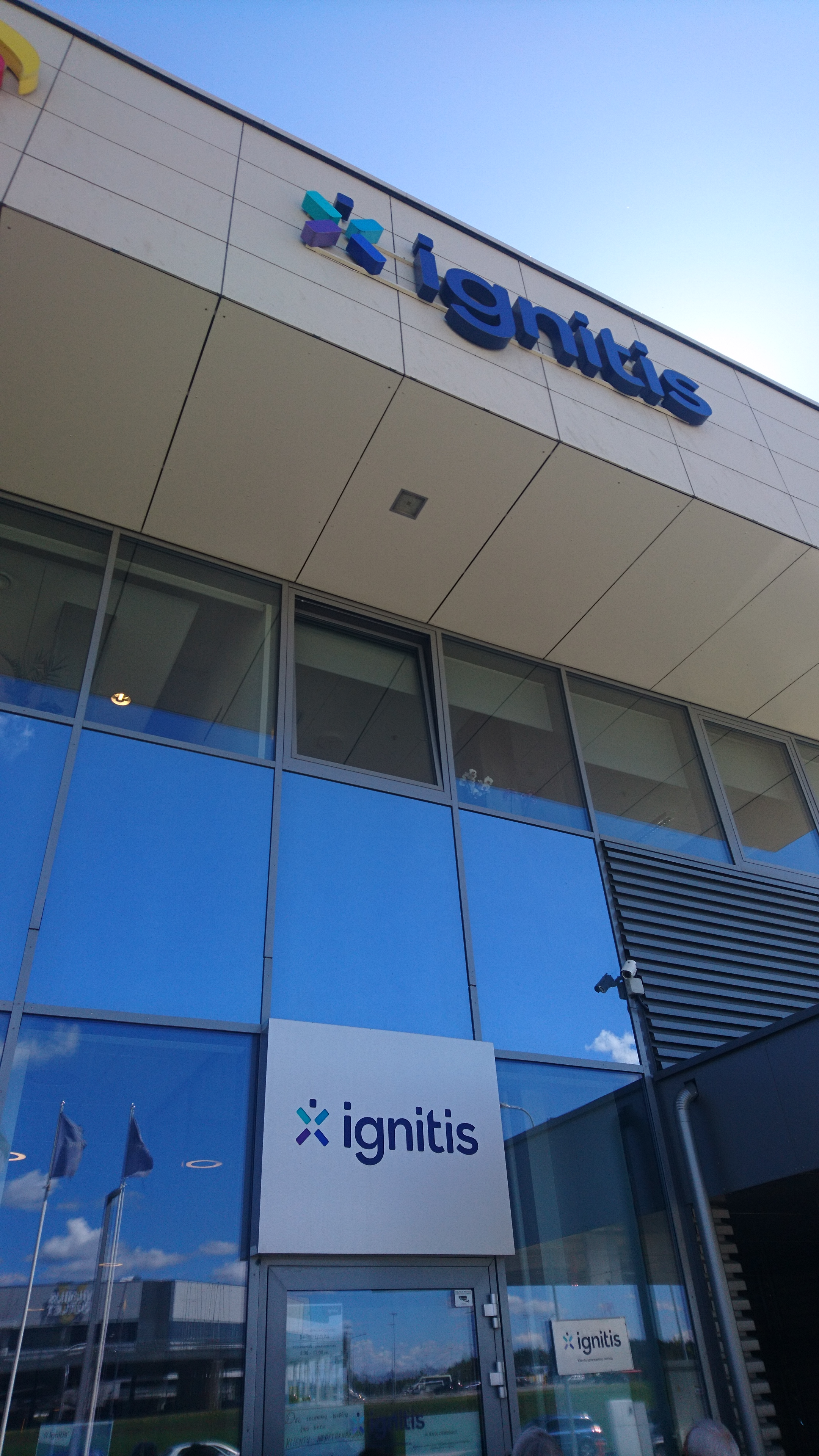
Kundendienst-Abteilung im Bürogebäude Grand Office in Viršuliškės

Ignitis Group (als Lietuvos energija) gründete sich nach dem Ende der Sowjetunion auf der Grundlage der bestehenden Infrastruktur als staatlicher Energieversorger. Im Rahmen der Privatisierung der Energiemärkte erfolgte 1999 der Verkauf der kommunalen Fernwärmenetze und Fernwärmeerzeugung und anschließend eine Teilprivatisierung durch den Verkauf von Aktien. Ende 2000 hatte der schwedische Energieversorger Vattenfall einen 11 %-Anteil erworben, den Rest hielten der litauische Staat (86 %) und litauische Kommunen (3 %). Vattenfall verkaufte 2001 seinen Anteil an die deutsche E.ON Ruhrgas.
2000 gab es 11.518 Mitarbeiter in der Unternehmensgruppe.
In einem weiteren Privatisierungsschritt wurden im November 2000 die Endverteilernetze in eigene Unternehmen gruppiert und zwar für den Westen des Landes das Unternehmen Vakarų skirstomieji tinklai (VST) und für den Osten / Süden Rytų skirstomieji tinklai (RST). Beide Unternehmen wurden Ende 2001 ausgegliedert und am 31. Dezember 2001 als eigenständige Unternehmen registriert, ebenso wie die bis dahin noch in Besitz von Lietuvos energija befindlichen Kraftwerke Lietuvos elektrinė und Mažeikių elektrinė. Im Rahmen einer Bereinigung der Beteiligungen tauschte E.on Ruhrgas seine Aktien an Lietuvos energija und an Lietuvos elektrinė im Sommer 2002 gegen Aktienbeteiligungen an RST und VST. Lietuvos energija war somit zu 100 % im Besitz der öffentlichen Hand.
Um nach der Schließung des Kernkraftwerks Ignalina Ende 2009 über ein finanzstarkes, staatlich kontrolliertes Unternehmen für den Bau eines neuen Atomkraftwerkes zu verfügen, beschloss die litauische Regierung im Sommer 2007 die erneute Zusammenlegung der Endverteilernetze mit Lietuvos energija. Im April 2008 wurde daraufhin aus den Unternehmen RST, VST und Lietuvos energija der nationale Energieversorger Leo LT gebildet und die Aktien von Lietuvos energija in seinen Besitz überführt. Im Rahmen dieser Fusion wurden die Energieerzeuger Kauno hidroelektrinė (Wasserkraftwerk in Kaunas) und Kruonio hidroakumuliacinė elektrinė (Pumpspeicherkraftwerk in Kruonis) aus Lietuvos energija ausgegliedert und als eigene, 100 % staatliche Unternehmen etabliert.
Das Unternehmen hatte früher eigenes Bildungszentrum für Energiewirtschaftler. Es wurde verkauft.